# Хараты
Гора́ Хара́ты — ботанический памятник природы Бурятии, сакральное место.

## Общие сведения

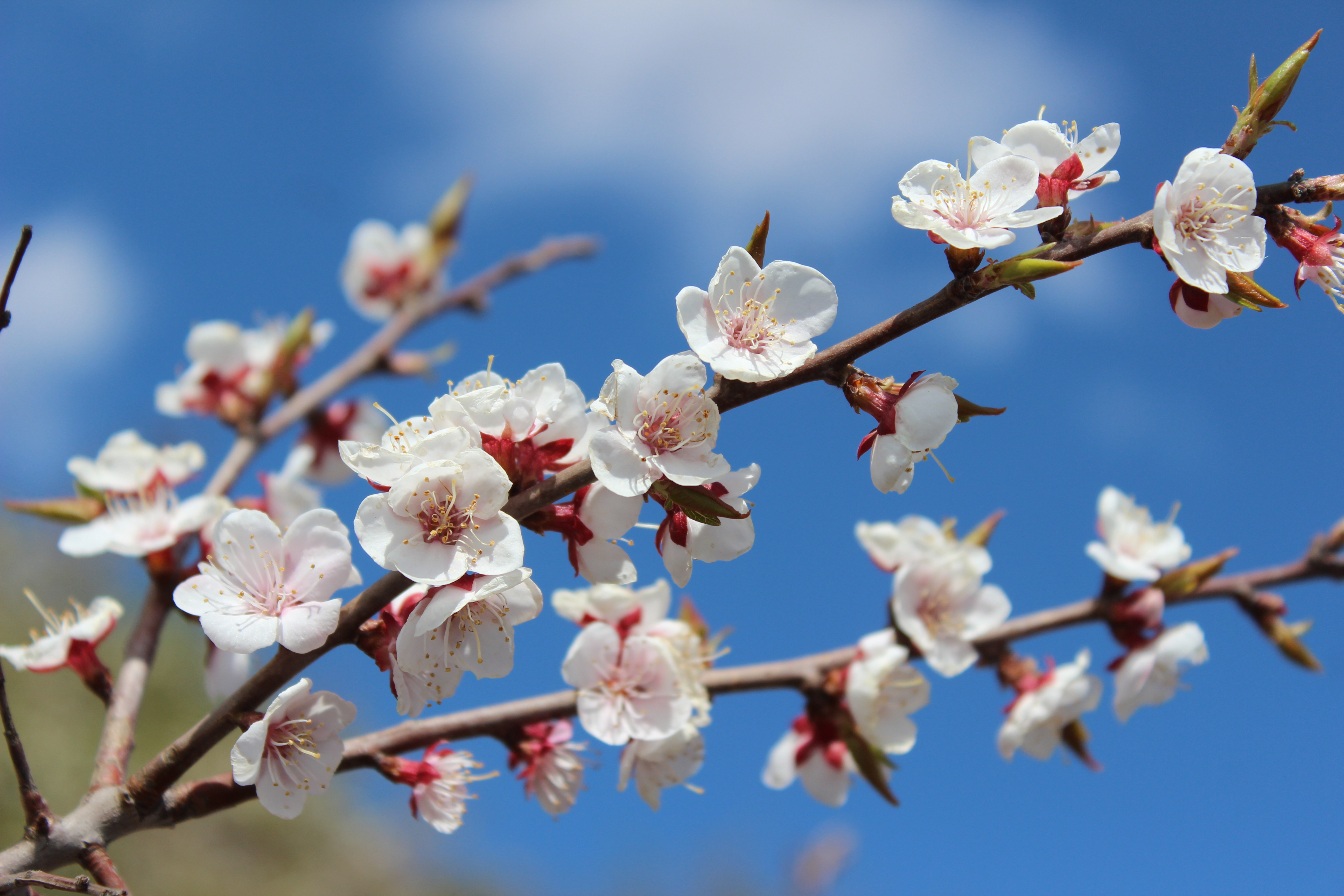
Цветение сибирского абрикоса в Харатах

Гора Хараты находится в юго-западном Забайкалье, на левом берегу Селенги, в трех километрах западнее села Зарубино Джидинского района Бурятии. 
Высота — 922 метра, склоны пологие, лишь западный склон каменистый, отвесный. Площадь охраняемого объекта — 1,5 км². На горе установлен геодезический знак.

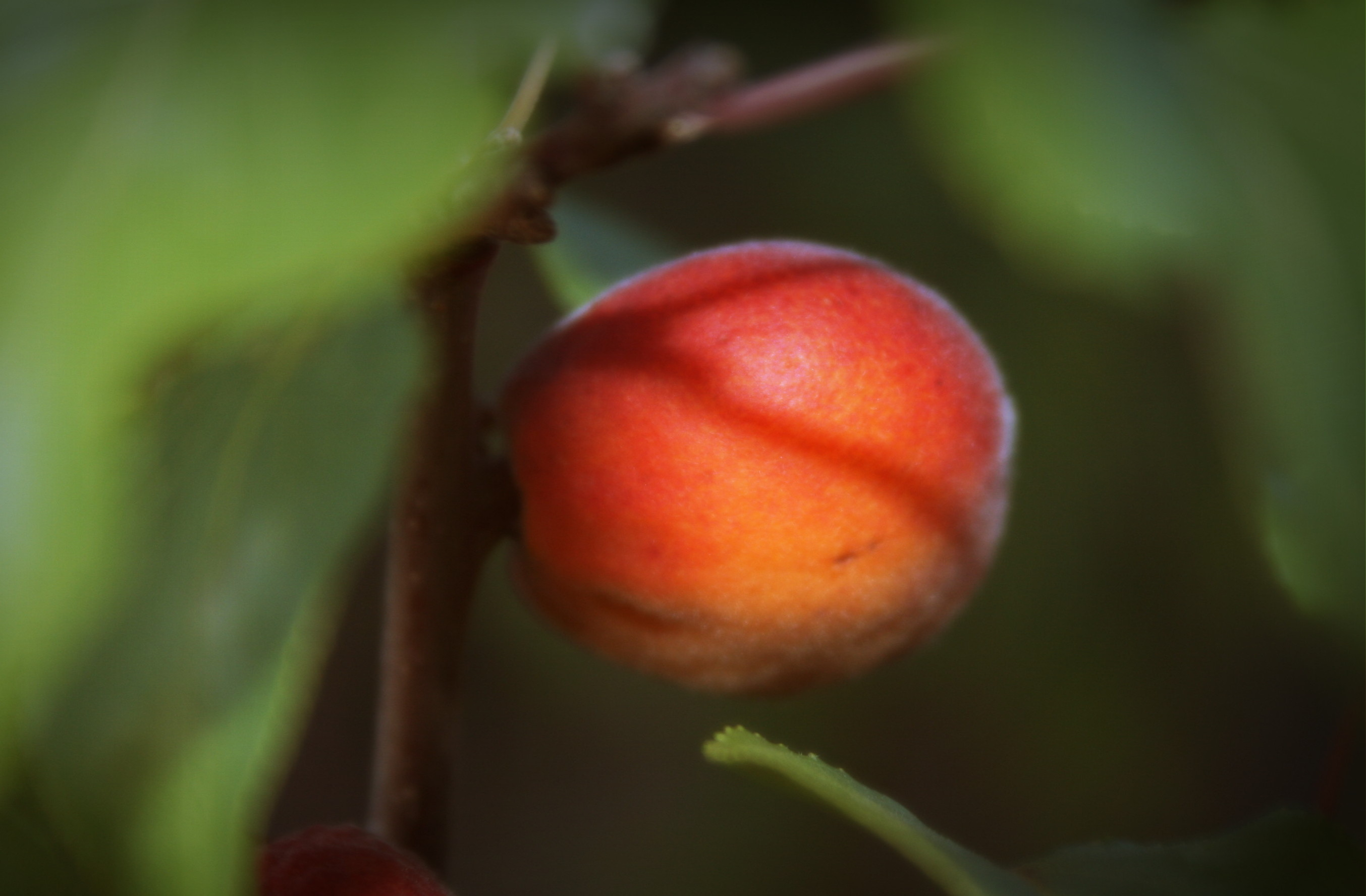
Сибирский абрикос на горе Хараты

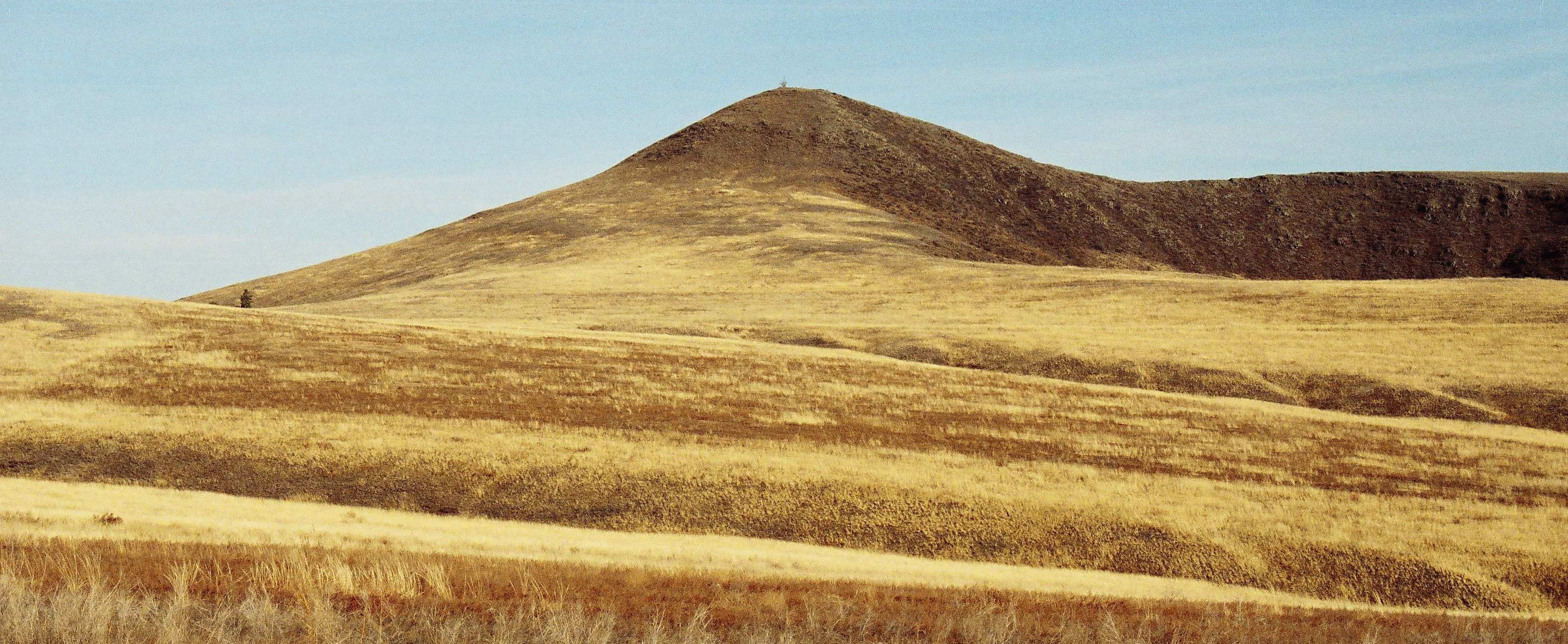
Хараты — сакральное место

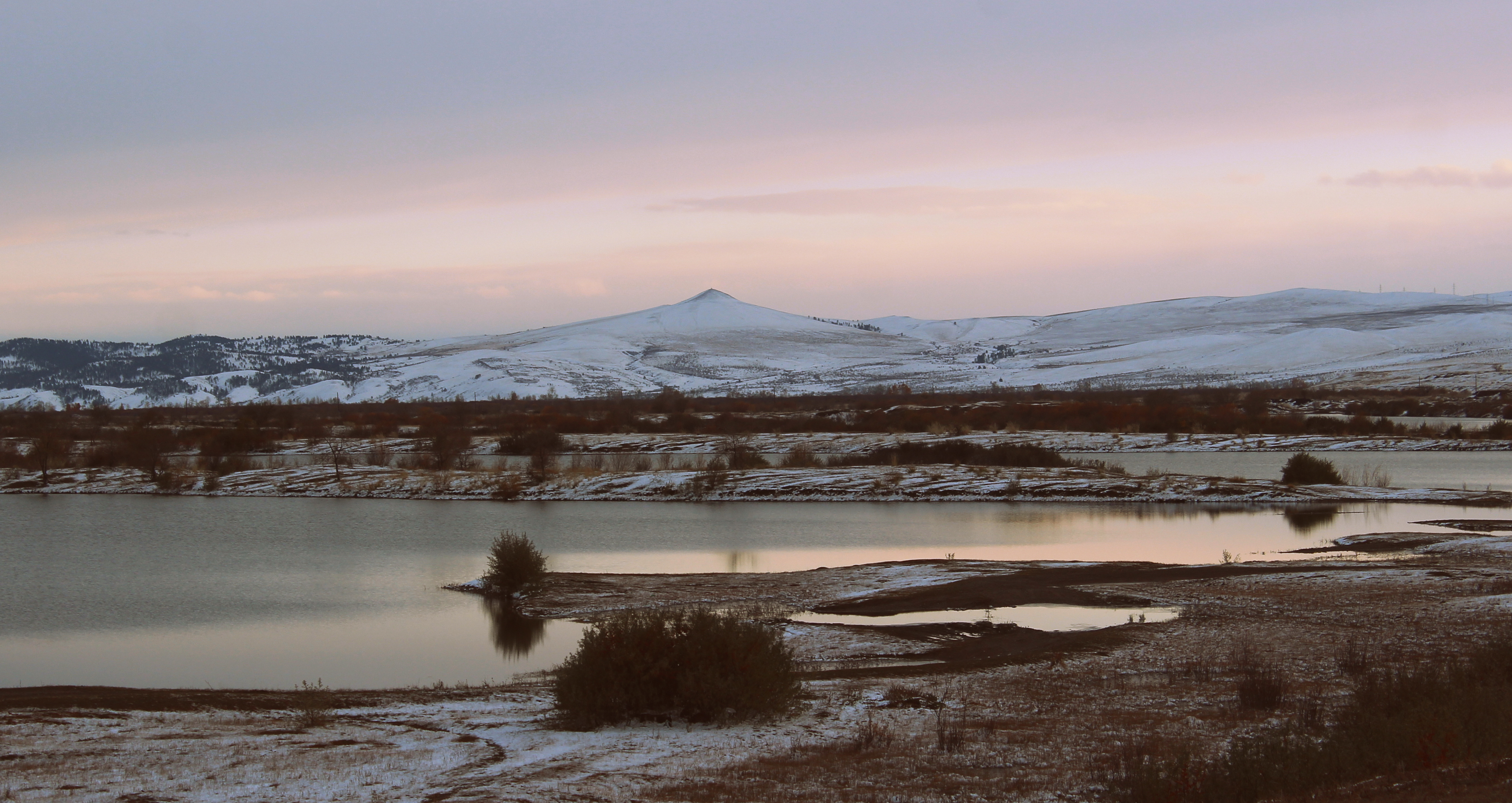
Вид на Хараты из села Джида

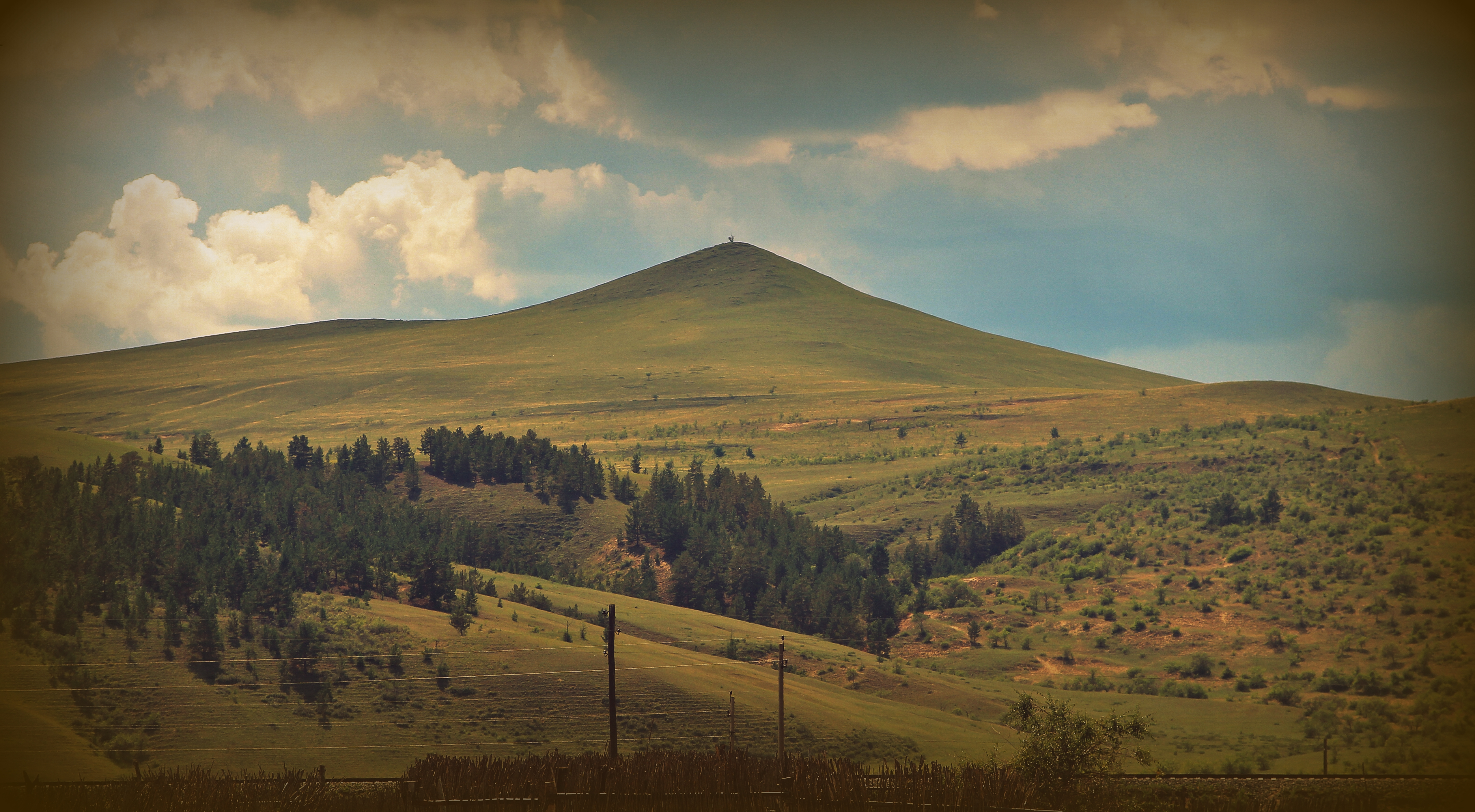
Вид на Хараты из Зарубино

Памятник природы представляет собой модельный объект для изучения, мониторинга состояния и разработки мер по сохранению экосистемы — горной травянисто-кустарниковой реликтовой рощи и её элементов. Пригоден для проведения учебно-просветительных занятий, экскурсий и полевых практик школьников.
Хараты — ранее действующий вулкан. В окрестностях горы и сейчас можно найти окаменелости вулканического происхождения.
Хараты — сакральное место. По поверьям, здесь обитают покровители местности. На вершине горы возвышается обо.

## Происхождение названия
Происхождение топонима «Хараты» связано с бурятской легендой о Чингисхане и его брате Харбаче.
По этой легенде Харбач путешествовал в поисках самой красивой девушки. По дороге с богатырём происходило множество приключений, благодаря которым появились названия местностей в Забайкалье. Когда Харбач держал путь на юг, он увидел филина и стал за ним гоняться. Потеряв его из вида, он взобрался на самую высокую в окрестностях сопку, чтобы оглядеться. На вершине Харбач спустился с коня и стал смотреть во все стороны. «Смотреть» по-бурятски будет «хараха». От этого слова и произошло название горы Хараты, с вершины которой хорошо просматривается вся долина реки Селенги от села Усть-Кяхта до места её слияния с рекой Джидой.

## Флора
На горе произрастают редкие и эндемичные растения, занесенные в Красную книгу России и Красную книгу Бурятии, среди них: абрикос сибирский (Armeniaca sibirica), орехокрыльник монгольский (Caryopteris mongholica Bunge), жостер краснодревесный (Rhamnus erythroxylon Pall), тонкотрубочник скальный (Stenosolenium saxatile (Pallas) Turcz).

## Фауна
Видовой состав животных небогатый. Встречаются грызуны-норники, заяц, корсак, колонок, монгольский сурок — тарбаган, очень редко — волк, кот манул; из пресмыкающихся — обыкновенный уж, ящурка монгольская, из птиц — обыкновенная каменка, жаворонок, синица-ремез.